# قلعة سانت إيليا
قلعة سانت إيليا؛ (محليًا قلعة ) بلدية في مقاطعة فيتيربو، لاتيوم، إيطاليا، وتقع على بعد حوالي 40 كيلومتر (25 ميل) شمال روما وحوالي 30 كيلومتر (19 ميل) جنوب شرق فيتربو.

## المعالم السياحية الرئيسية
عامل جذب الرئيسي في سانت إيليا هو البازيليكيا لقلعة سانتا إيليا، هي كنيسة تعود للقرون الوسطى تم بنائها، وفقًا للتقاليد، فوق معبد قديم يعود لديانا .يعود تاريخه إلى العشرينيات من القرن الحادي عشر وقد تم بناؤه على شكل طوف بثلاث بوابات ، كلها منحوتة بالزهور والحيوانات والأشكال الوحشية. يتكون الجزء الداخلي من صحن وممرين، مقسومًا على أعمدة قديمة أعيد استخدامها. يوجد تحت الحنية سرداب يضم ضريح القديس أناستاسيوس وسانت نونوسوس.
في الانحاء يوجد مزار سانتا ماريا أد روبيسس، يضم هذا المزار ما يقارب ال ١٤٤ نفقًا منحوتة يدويًا بواسطة ناسك محلي، وهو مسعى استغرق 14 عامًا.

## روابط خارجية
- الموقع الرسمي